# Birmingham-rellen van 1791

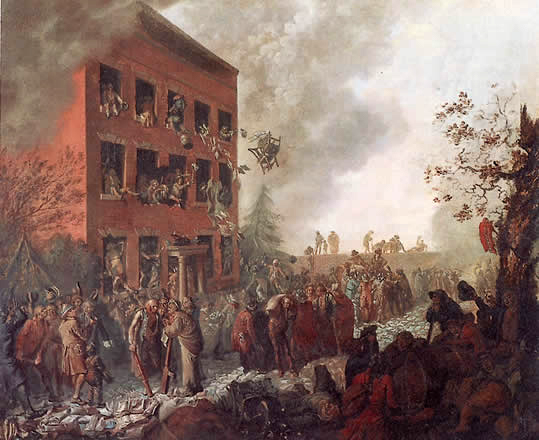
De aanval op het huis van Joseph Priestley, Fairhill, in Sparkbrook, Birmingham

De Birmingham-rellen van 1791 (ook bekend als de Priestley-rellen) vonden van 14 juli tot en met 17 juli 1791 plaats in de Engelse stad Birmingham. De voornaamste doelwitten van de relschoppers waren religieuze Dissenters, met name de politiek en theologisch controversiële Joseph Priestley. Zowel lokale als nationale kwesties hadden de woede van relschoppers gewekt. De oorzaken liepen uiteen van onenigheid over het aankoopbeleid van de openbare bibliotheken tot controverses over de pogingen van de Dissenters om volledige burgerrechten te verkrijgen en hun steun aan de Franse Revolutie.
De rellen begonnen met een aanval op een hotel waar eerder een banket was georganiseerd in sympathie met de Franse Revolutie. Te beginnen met Priestley's kerk en huis staken de relschoppers vier kerken van de Dissenters, zevenentwintig huizen en diverse bedrijven in brand. Veel van de relschoppers deden zich te goed aan de drank die zij tijdens hun plunderingen aantroffen of waarmee zij werden omgekocht om te stoppen met het in brand steken van huizen. Een kleine kern kon echter niet worden omgekocht en bleef nuchter. De relschoppers brandden niet alleen de huizen en kerken van andersdenkenden af, maar ook huizen van mensen die zij in verband met de Dissenters brachten, zoals sommige leden van de natuurwetenschappelijke Lunar Society, waar ook Priestley toe behoorde.
Hoewel de rellen niet werden geïnitieerd door de regering van minister-president William Pitt, reageerde de nationale regering traag op de roep om hulp van de Dissenters. Lokale hoogwaardigheidsbekleders in Birmingham lijken bij de planning van de rellen betrokken te zijn geweest. Men was na de rellen ook terughoudend om de aanvoerders van de rellen te vervolgen. De uitvinder en industrieel James Watt, lid van de Lunar Socuity, schreef dat "de rellen [Birmingham] in twee partijen had verdeeld die elkaar haten". De meeste mensen die waren aangevallen verlieten geleidelijk aan  de stad. Hierdoor werd Birmingham in de 19e eeuw een conservatievere stad dan het in de achttiende eeuw was geweest.

## Historische context

### Birmingham
In de loop van de achttiende eeuw werd Birmingham berucht vanwege de vele rellen die zich er afspeelden. In 1714 en 1715 vielen  de stedelingen, als onderdeel van een "Kerk-en-Koning" menigte, de Dissenters aan. De Dissenters waren protestanten die de voorschriften van de Kerk van Engeland verwierpen. Naar aanleiding van het Londense proces in 1715 tegen Henry Sacheverell deden zich ongeregeldheden voor (Sacheverell-rellen), waarbij Quakers en methodisten werden aangevallen. Dit gebeurde eveneens in 1751 en 1759. Ook in 1780, tijdens de anti-katholieke Gordon-rellen, kwamen grote menigten bijeen. Verder protesteerde men in 1766, 1782, 1795 en 1800 tegen de hoge voedselprijzen

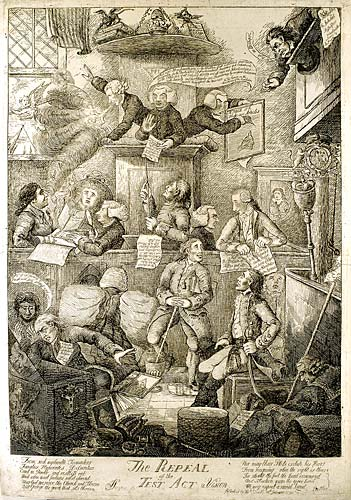
De karikaturist James Sayers' zijn "Repeal of the Test Act: A Vision" toont Joseph Priestley die het vuur van de ketterij vanaf de preekstoel verspreidt.

Tot aan de late jaren 1780 bleef de elite van Birmingham relatief vrij van religieuze verdeeldheid. Dissenters en Anglicanen leefden harmonieus naast elkaar. Zij maakten deel uit van dezelfde stadscommissies op een bepaald doel na te streven, ze joegen gezamenlijke wetenschappelijke belangstellingen na in de Lunar Society en ook zij werkten samen in de lokale overheid. Daarnaast stonden zij verenigd tegen wat zij ervoeren als de dreiging die uitging van het onhandelbare plebs. Na de rellen echter voerde de natuurwetenschapper en predikant Joseph Priestey in zijn An Appeal to the Public on the Subject of the Birmingham Riots (1791) aan dat deze samenwerking niet zo vriendschappelijk was geweest als algemeen werd aangenomen. Priestley onthulde dat Dissenters en Anglicanen waren verdeeld door geschillen met betrekking tot de plaatselijke bibliotheek, zondagsscholen en kerkbezoek. In zijn "Narrative of the Riots in Birmingham" (1816) was de kantoorboekhandelaar en lokale historicus William Hutton het hiermee eens. Hutton noemde vijf gebeurtenissen die olie op het vuur van de religieuze wrijving had gegooid. Dit betreof onenigheid over het opnemen van Priestley's boeken in de plaatselijke openbare bibliotheek, zorgen over pogingen van de Dissenters om de Test- en Corporation Act te herroepen, religieuze controverse (in het bijzonder met betrekking tot Priestley), een "licht ontvlambare hand-bill" (een strooibiljet) en ten slotte een diner waarbij het uitbreken van de Franse Revolutie werd gevierd.
Zodra de Birmingham Dissenters begonnen te ageren tegen het herroepen van de Test and Corporation Acts, die de burgerrechten van de  Dissenters inperkten (Dissenters konden bijvoorbeeld niet studeren aan de universiteiten van Oxford of Cambridge en mochten ook geen openbaar ambt bekleden), verdween de schijn van eenheid onder de elite van de stad als sneeuw voor de zon. Unitariërs zoals Priestley streden in de voorhoede van deze herroepingscampagne. Dit maakte orthodoxe anglicanen nerveus en boos. Na 1787 begon de opkomst van groepen van Dissenters de gemeenschap te verdelen. Ze werden met als alleen en enig doel om deze wetten te herroepen gevormd. Inspanningen om deze Acts te herroepen mislukten zowel in 1787, 1789 als in 1790 De bevolking ontstak in woede door Priestley's steun voor de intrekking, gecombineerd met zijn heterodoxe religieuze opvattingen die wijd en zijd bekend waren. In februari 1790 kwam een groep activisten bijeen, niet alleen om de belangen van de Dissenters tegen te werken, maar ook om zich teweer te stellen tegen wat zij zagen als de ongewenste invoer van de Franse revolutionaire idealen. Dissenters stonden in grote lijnen achter de Franse Revolutie en haar inspanningen om de rol die de monarchie in de regering zou moeten spelen ter discussie te stellen.
Een maand voor de rellen probeerde Priestley een hervormingsgenootschap, de Warwickshire Constitutional Society, op te richten. Dit genootschap zou moeten streven naar het algemeen kiesrecht en een kortere zittingsduur van het parlement. Hoewel deze poging uiteindelijk mislukte, deden de inspanningen om een dergelijk genootschap op te richten zoveel stof opwaaien dat de spanningen in Birmingham snel opliepen.
Behalve de religieuze en politieke verschillen hadden zowel de relschoppers uit de lagere klassen alsook hun upper-class Anglicaanse leiders economische klachten tegen de middenklasse Dissenters. Zij waren jaloers op de steeds toenemende welvaart van deze industriëlen, alsook op de macht die voortvloeit uit economisch succes De historicus R.B. Rose verwijst naar deze industriëlen als behorende tot "een incrowd elite van magnaten" Priestley schreef in 1787 An Account of a Society for Encouraging the Industrious Poor, een pamflet over de beste manier om de grootste hoeveelheid werk van de armen te verkrijgen voor de minste hoeveelheid geld. De nadruk op de invordering van schulden maakte hem niet geliefd bij de armen.

### Britse reactie op de Franse Revolutie

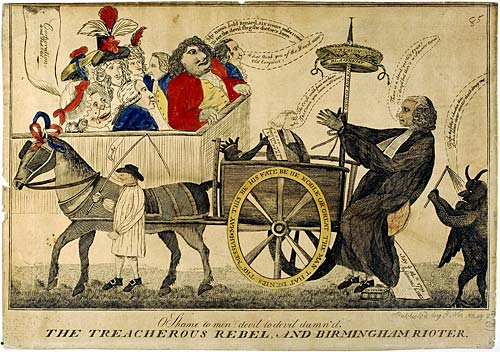
"De verraderlijke rebel en Birminghamse relschopper" (ca. 1791), met Joseph Priestley als de rebel die wordt aangespoord door de Satan (rechts)

Het Britse publiek debat over de Franse Revolutie, of de "controverse over de Franse Revolutie", duurde van 1789 tot 1795. In eerste instantie dacht men aan beide zijden van het Kanaal dat de Fransen het voorbeeld van de Engelse Glorious Revolution van een eeuw eerder zouden volgen. De Franse Revolutie werd daarom door een groot deel van het Britse publiek aanvankelijk positief beantwoord. De meeste Britten vierden de bestorming van de Bastille in 1789 in de overtuiging dat de Franse absolute monarchie moest worden vervangen door een meer democratische vorm van bestuur. In deze vroege, onstuimige dagen waren aanhangers van de Franse Revolutie evenzo van mening dat Groot-Brittannië's eigen bestuurssysteem zou moeten worden hervormd. Het stemrecht zou moeten worden verbreed en grenzen van de parlementaire kiesdistricten zouden opnieuw moeten worden vastgesteld om zo de zogenaamde "rotten boroughs" te elimineren.
In 1790, na de publicatie van zijn Reflections on the Revolution in France, doorbrak de staatsman en filosoof Edmund Burke verrassend de gelederen van zijn liberale Whig collega's. In zijn werk ondersteunde Burke de Franse aristocratie. Omdat Burke de Amerikaanse kolonisten in hun opstand tegen Engeland had gesteund, deed zijn visie een schokgolf door het land gaan. Er brak nu een pamfletoorlog uit waarin de pro's en contra's van de Franse Revolutie in alle ernst werden besproken. Terwijl Burke de aristocratie, monarchie en de gevestigde kerk ondersteunde, steunden liberalen zoals Charles James Fox de Franse revolutie, benevens een programma van individuele vrijheden, burgerdeugd en religieuze tolerantie. Radicalen zoals Priestley, William Godwin, Thomas Paine en Mary Wollstonecraft pleitten voor een nieuw programma van republicanisme, agrarisch socialisme en de afschaffing van de "landed interest", het grootgrondbezit.
Alfred Cobban noemt het debat dat losbarstte "misschien wel de laatste echt serieuze discussie over de fundamenten van de politiek in Groot-Brittannië ". In december 1795, na de Terreur en de oorlog met Frankrijk, bleven er nog slechts weinige Britten over die de Franse zaak nog ondersteunden of geloofden dat de hervormingen naar Groot-Brittannië  konden worden uitgebreid. Zij die verdacht werden van radicale symphatieën werden het onderwerp van officiële en populaire achterdocht.
De gebeurtenissen die aanleiding vormden voor Birmingham-rellen van 1791 deden zich minder dan een maand na de poging tot vlucht en arrestatie van de Franse koninklijke familie voor. Op dat moment was een groot deel van de optimistische belofte van de Franse revolutie al achter de horizon verdwenen. De geweldsspiraal van de latere revolutie moest nog beginnen.